# Notomastus zeylanicus
Notomastus zeylanicus är en ringmaskart som beskrevs av Willey 1905. Notomastus zeylanicus ingår i släktet Notomastus och familjen Capitellidae. Inga underarter finns listade i Catalogue of Life.